# Sertularella unituba
Sertularella unituba is een hydroïdpoliep uit de familie Sertulariidae. De poliep komt uit het geslacht Sertularella. Sertularella unituba werd in 1991 voor het eerst wetenschappelijk beschreven door Calder. 